# Gran Premio de Malasia de Motociclismo de 2003
El Gran Premio de Malasia de Motociclismo de 2003 fue la decimocuarta prueba del Campeonato del Mundo de Motociclismo de 2003. Tuvo lugar en el fin de semana del 10 al 12 de octubre de 2003 en el Circuito Internacional de Sepang, situado en Sepang, Selangor, Malasia. La carrera de MotoGP fue ganada por Valentino Rossi, seguido de Sete Gibernau y Max Biaggi. Toni Elías ganó la prueba de 250cc, por delante de Manuel Poggiali y Fonsi Nieto. La carrera de 125cc fue ganada por Dani Pedrosa, Mika Kallio fue segundo y Jorge Lorenzo tercero.

## Resultados MotoGP
| Pos | Piloto            | Constructor | Tiempo/Retirado | Grilla | Puntos |
| --- | ----------------- | ----------- | --------------- | ------ | ------ |
| 1   | Valentino Rossi   | Honda       | 43:41.457       | 1      | 25     |
| 2   | Sete Gibernau     | Honda       | +2.042          | 7      | 20     |
| 3   | Max Biaggi        | Honda       | +7.644          | 4      | 16     |
| 4   | Nicky Hayden      | Honda       | +13.733         | 9      | 13     |
| 5   | Carlos Checa      | Yamaha      | +13.789         | 2      | 11     |
| 6   | Loris Capirossi   | Ducati      | +20.567         | 6      | 10     |
| 7   | Tohru Ukawa       | Honda       | +23.449         | 8      | 9      |
| 8   | Shinya Nakano     | Yamaha      | +26.740         | 5      | 8      |
| 9   | Troy Bayliss      | Ducati      | +32.149         | 11     | 7      |
| 10  | Makoto Tamada     | Honda       | +40.556         | 3      | 6      |
| 11  | Marco Melandri    | Yamaha      | +43.863         | 14     | 5      |
| 12  | Noriyuki Haga     | Aprilia     | +44.613         | 17     | 4      |
| 13  | Colin Edwards     | Aprilia     | +54.667         | 13     | 3      |
| 14  | Kenny Roberts Jr  | Suzuki      | +1:02.687       | 10     | 2      |
| 15  | Alex Barros       | Yamaha      | +1:03.006       | 12     | 1      |
| 16  | Andrew Pitt       | Kawasaki    | +1:06.128       | 20     |        |
| 17  | Jeremy McWilliams | Proton      | +1:10.916       | 18     |        |
| 18  | Nobuatsu Aoki     | Proton      | +1:11.344       | 19     |        |
| 19  | Garry McCoy       | Kawasaki    | +1:17.205       | 16     |        |
| 20  | Akira Ryo         | Suzuki      | +1:41.315       | 15     |        |
| 21  | Ryuichi Kiyonari  | Honda       | +1:49.094       | 21     |        |
| Ret | José David de Gea | Harris WCM  | Retirement      | 22     |        |
| Ret | Chris Burns       | Harris WCM  | Retirement      | 24     |        |

## Resultados 250cc
| Pos | Piloto           | Constructor | Tiempo/Retirado | Grilla | Puntos |
| --- | ---------------- | ----------- | --------------- | ------ | ------ |
| 1   | Toni Elías       | Aprilia     | 43:15.925       | 1      | 25     |
| 2   | Manuel Poggiali  | Aprilia     | +9.931          | 2      | 20     |
| 3   | Fonsi Nieto      | Aprilia     | +9.942          | 3      | 16     |
| 4   | Roberto Rolfo    | Honda       | +25.839         | 10     | 13     |
| 5   | Randy de Puniet  | Aprilia     | +34.060         | 5      | 11     |
| 6   | Franco Battaini  | Aprilia     | +36.004         | 6      | 10     |
| 7   | Naoki Matsudo    | Yamaha      | +49.445         | 4      | 9      |
| 8   | Sebastián Porto  | Honda       | +53.955         | 7      | 8      |
| 9   | Anthony West     | Aprilia     | +57.165         | 9      | 7      |
| 10  | Alex Baldolini   | Aprilia     | +1:03.700       | 12     | 6      |
| 11  | Dirk Heidolf     | Aprilia     | +1:04.419       | 17     | 5      |
| 12  | Chaz Davies      | Aprilia     | +1:06.349       | 20     | 4      |
| 13  | Hugo Marchand    | Aprilia     | +1:07.487       | 14     | 3      |
| 14  | Joan Olivé       | Aprilia     | +1:08.008       | 18     | 2      |
| 15  | Jaroslav Huleš   | Yamaha      | +1:18.180       | 21     | 1      |
| 16  | Christian Gemmel | Honda       | +1:21.642       | 19     |        |
| 17  | Katja Poensgen   | Honda       | +2:08.210       | 24     |        |
| 18  | Henk vd Lagemaat | Honda       | +2:13.493       | 26     |        |
| 19  | Shi Zhao Huang   | Yamaha      | +1 Lap          | 25     |        |
| Ret | Alex Debón       | Honda       | Retirement      | 11     |        |
| Ret | Johann Stigefelt | Aprilia     | Retirement      | 23     |        |
| Ret | Héctor Faubel    | Aprilia     | Retirement      | 15     |        |
| Ret | Lukáš Pešek      | Yamaha      | Retirement      | 22     |        |
| Ret | Eric Bataille    | Honda       | Retirement      | 16     |        |
| Ret | Erwan Nigon      | Aprilia     | Retirement      | 13     |        |

## Resultados 125cc
| Pos | Piloto            | Constructor | Tiempo/Retirado | Grilla | Puntos |
| --- | ----------------- | ----------- | --------------- | ------ | ------ |
| 1   | Dani Pedrosa      | Honda       | 43:07.647       | 2      | 25     |
| 2   | Mika Kallio       | KTM         | +2.658          | 3      | 20     |
| 3   | Jorge Lorenzo     | Derbi       | +2.750          | 1      | 16     |
| 4   | Thomas Lüthi      | Honda       | +3.006          | 6      | 13     |
| 5   | Masao Azuma       | Honda       | +5.032          | 12     | 11     |
| 6   | Alex de Angelis   | Aprilia     | +7.242          | 16     | 10     |
| 7   | Mirko Giansanti   | Aprilia     | +9.549          | 11     | 9      |
| 8   | Héctor Barberá    | Aprilia     | +10.908         | 14     | 8      |
| 9   | Pablo Nieto       | Aprilia     | +11.197         | 7      | 7      |
| 10  | Roberto Locatelli | KTM         | +12.874         | 19     | 6      |
| 11  | Marco Simoncelli  | Aprilia     | +14.926         | 15     | 5      |
| 12  | Stefano Bianco    | Gilera      | +15.443         | 10     | 4      |
| 13  | Andrea Dovizioso  | Honda       | +15.576         | 8      | 3      |
| 14  | Gábor Talmácsi    | Aprilia     | +22.709         | 17     | 2      |
| 15  | Álvaro Bautista   | Aprilia     | +24.161         | 21     | 1      |
| 16  | Arnaud Vincent    | Aprilia     | +24.266         | 18     |        |
| 17  | Fabrizio Lai      | Malaguti    | +24.860         | 13     |        |
| 18  | Youichi Ui        | Gilera      | +27.972         | 23     |        |
| 19  | Andrea Ballerini  | Honda       | +47.813         | 24     |        |
| 20  | Gino Borsoi       | Aprilia     | +48.612         | 20     |        |
| 21  | Robbin Harms      | Aprilia     | +58.448         | 27     |        |
| 22  | Mike Di Meglio    | Honda       | +58.474         | 26     |        |
| 23  | Emilio Alzamora   | Derbi       | +1:25.522       | 29     |        |
| 24  | Imre Tóth         | Honda       | +1:25.560       | 28     |        |
| 25  | Julián Simón      | Malaguti    | +1:25.881       | 30     |        |
| 26  | Michele Danese    | Honda       | +2:10.497       | 32     |        |
| Ret | Lucio Cecchinello | Aprilia     | Retirement      | 22     |        |
| Ret | Casey Stoner      | Aprilia     | Retirement      | 5      |        |
| Ret | Steve Jenkner     | Aprilia     | Retirement      | 4      |        |
| Ret | Max Sabbatani     | Aprilia     | Retirement      | 31     |        |
| Ret | Gioele Pellino    | Aprilia     | Retirement      | 25     |        |
| Ret | Stefano Perugini  | Aprilia     | Retirement      | 9      |        |